# Шталаг-364
Шталаг 364 (нім. Stalag 364; пізніше — Табір військовополонених № 126, офіційна назва — Табір № 126 МВС СРСР (рос. Лагерь № 126 МВД СССР)) — концтабір для радянських військовополонених, утворений німецьким військовим командуванням в квітні 1942 року в мікрорайоні Темвод в місті Миколаїв.
Був одним із найбільших регіональних таборів на півдні України. Мав філії, зокрема, в Первомайську, Вознесенську, Новій Одесі, Себиному, на суднобудівному заводі імені Андре Марті, згодом — в Херсоні та Одесі. Як німецький концентраційний табір діяв з квітня 1942 року по листопад 1943, як радянський — з травня 1944 по 1949 рік.

## Передумови
Після захоплення німцями Миколаєва всі промислові підприємства було реквізовано. Чорноморський суднобудівний завод було перейменовано на «Південну верф», суднобудівний завод ім. 61 комунара — на «Північну верф», судноремонтний завод — на «Малу верф». На базі «Південної верфі» гітлерівці створили штаб з управління будівництва військових кораблів та підводних човнів на чолі з адміралом Циба та контр-адміралом Клаусеном. Керуючим усіма кораблебудівними заводами Миколаєва та Одеси було призначено генерала фон Бодеккера. Технічним експертом при ньому затверджено капітана Хассельмана. Саме на їхню вимогу в Миколаєві, в районі Темвода — поряд із «Північною верф'ю», було створено концтабір для радянських військовополонених «Шталаг-364», у якому містилося 26—30 тисяч осіб. Вони мали стати основною робочою силою у здійсненні наміченої німцями програми будівництва військових кораблів.
Першими в'язнями «Шталага-364» стали військовополонені, переведені восени 1941 року з села Грейгове. У Грейгово у серпні 1941 року був створений перший в Миколаєвській області табір для радянських військовополонених. Його основу склали бійці та командири 18-ї та 9-ї армій Південного фронту (в основному — поранені, військові частини прикриття, 155-й гірничострілецький полк, що бився під селом Кандибине), які потрапили в оточення під час оборони Миколаєва. Спочатку військовополонених розмістили просто неба, потім поставили барак, але взимку 1941—1942 років німці боялися залишати там військовополонених, в результаті чого перевели їх в Миколаїв, на Темвод.

## Внутрішня будова
Усю територію «Шталага-364» було розбито на окремі ділянки. Комплекс споруд складався з двадцяти шести бараків на сімдесят тисяч полонених, яких поділяли на чотири умовних зони за національним принципом, більшість із яких склали росіяни та українці, частково — представники інших республік СРСР. Військовополонені льотчики розміщувалися окремо від усіх. Бараки були огорожені кількома рядами колючого дроту і сторожовими вежами з кулеметними розрахунками. Внутрішні входи та виходи охоронялися поліцією. Ходіння табором заборонялося.
За спогадами колишнього полоненого В. М. Лельчицького, поблизу входу до табору з обох боків знаходилися двоповерхові будинки, в яких розміщувалися різні німецькі адміністративні управління. З лівого боку в першому ряді будівель розміщувалася табірна поліція, складена зі зрадників, які мали спеціальну форму. На другому поверсі був карцер, куди поміщали військовополонених за незначні провини. Там же були дві кімнати на 40 осіб для виявлення євреїв, знайдених як у місті, так і в таборі. Після того, як ці кімнати заповнювалися заарештованими, людей виводили за паркан і розстрілювали. Наприкінці табору, в його південній частині, в одній з двоповерхових будівель містився лазарет, призначений для обслуговування поранених і хворих військовополонених. Одна з будівель біля лазарета, з його лівого боку, була обгороджена огорожею. У ньому було організовано сипнотифозний барак. На захід, праворуч від лазарета, приблизно за 300 метрів від нього, знаходився харчоблок. Там же розміщувалися і різні склади. У північно-західній частині табору знаходилося табірне управління абверу — німецької розвідслужби.

## Умови утримання
В неопалюваних взимку бараках з відсутніми шибками полонені спали на цементній підлозі. Бранців годували, як правило, з корит для худоби баландою з лушпиння, до якої іноді додавали листя соняшника, тирсу. Відомо, що в цьому таборі не було трави: її до самих корінців поїли люди.
Тривалість робочого дня складала 12—14 годин на добу в залежності від фізичної групи. В роботах було задіяно до 90% полонених, закріплених за відповідними трудовими загонами. Як правило, їх працю використовували на суднобудівних заводах. До того ж, на плечі бранців було покладено всі роботи з відновлення промисловості, військових баз, аеродромів, комунального господарства, житлового фонду, що потребували негайного відновлення.
В таборі військовополонені були приречені на мученицьку голодну смерть. Від хвороб, холоду, голоду, побоїв щодня вмирали сотні людей. У брошурі «Про поведінку військ на Сході», виданої на початку війни проти Радянського Союзу, головнокомандувач німецькими збройними силами розглядав постачання харчуванням російських військовополонених як «хибну гуманність». Як правило, у всіх таборах прибувших полонених «витримували» на голодному режимі — їх не годували по 10 і більше діб. Це вело до загального виснаження полонених, виникнення голодних набряків, смертності.

### Тортури
Військовополонені піддавалися тортурам, знущанням і, за деякими даними, медичним експериментам. Так, наприклад, взимку 1943 року до табору пораненим потрапив рядовий боєць 77-ї стрілецької дивізії Б. А. Холодян. Поранення його було незначним, і він без сторонньої допомоги рухався. Куля торкнулася шкірного покриву ноги, а на іншій нозі був обморожений палець. 14 січня 1943 року було призначено операцію, де йому заявили, що оперують лише обморожений палець. Полоненому ввели анестезію та ампутували ступні ніг. На другий день німецький лікар приніс до ліжка хворого дерев'яні черевики і через перекладача зі сміхом наказав йому їх носити.
Аналогічно вчинили з військовополоненим Драгіним, бійцем 101-го стрілецького полку 35-ї гвардійської дивізії.
За найменшу провину, а дуже часто і абсолютно без жодного приводу, військовополонені зазнавали побиття чим попало — палицями, гумою, батогами, ногами, казанками, ременями. У таборі було зроблено клітку з кількох стовпів, обтягнутих колючим дротом. У клітку поміщали людей терміном до трьох тижнів. Протягом цього часу полонених майже не годували. Широко практикувався «гусячий крок» — повзання по снігу на животі без шинелі, біг до знемоги і так звані «фізкультурні вправи».

### Масові страти
За спогадами Р. І. Капреляна, полоненого радянського льотчика, що потрапив до табору взимку 1942 року, щопонеділка та п'ятниці до табору приїжджала машина з працівниками гестапо. До камери смертників, де утримувалися полонені, яких було спіймано під час спроби втекти, входив поліцай (на момент перебування Капреляна в таборі — осетин Бісаєв) і оголошував список євреїв, які нібито переводяться до іншого табору. Людей виводили, вишукували та вели за територію табору, на пустир, де їх роздягали догола і підводили до заздалегідь виритого рову. Там же полонених розстрілювали з автоматів, після чого два офіцери гестапо виймали револьвери та добивали людей.
З вересня 1941 року загарбники проводили у Миколаєві масові арешти мирного єврейського населення. Заарештованих у критих машинах підводили до стін селища Темвод та партіями розстрілювали у заздалегідь виритих могилах.

## Втечі
За втечу чи спробу втечі радянські військовополонені, всупереч загальновизнаним нормам міжнародного права, вдавалися до страти. Наказувалося при спробі до втечі по полоненим стріляти без попередження. Спіймані ж прямували до таборів Маутхаузен, Майданек, де їх розстрілювали.
Втім, відомі випадки втечі військовополонених з-під нагляду німецьких військових. Такий випадок описує учасниця миколаївського підпілля Адель-Гайден Келем-Лермонтова, пізніше він буде підтверджений іншими очевидцями тих подій. Військовополонені «Шталага-364» використовувалися на роботах з обслуговування аеродрому, що знаходився за Інгульським мостом, в районі Стрілки. Вона згадує: сім чоловік військовополонених готували німецький літак до вильоту в Берлін, у ставку Гітлера, з важливими документами. Коли мотор уже був заведений, начальник аеродрому викликав німецького пілота до себе для додаткового інструктажу. Скориставшись цим, військовополонені, серед яких був льотчик, миттєво залізли в літак і вилетіли.
Миколаївські підпільники організовували втечі військовополонених безпосередньо під час переходу на роботу, із заводів, де вони працювали, і просто з табору. Усе це потребувало ретельної підготовки. Укриття військово полонених було великим ризиком. Окупанти знищували всіх громадян, хто наважувався надати притулок або надати допомогу військовополоненим, що втікали.
Усі спроби місцевого населення надати допомогу полоненим, що вмирають від голоду, дати хоч трохи якоїсь їжі та продуктів жорстоко попереджалися комендантами таборів, окупаційною владою. Про це свідчить надруковане в газеті «Українська думка» оголошення міського комісара від 27 січня 1942 року про заборону цивільному населенню Миколаєва під загрозою страти приховувати радянських військовополонених та надавати їм допомогу. Однак кількість втеч з таборів зростала і рейхскомісар України Еріх Кох видав указ № 10 від 10 червня 1942 року, яким передбачалася смертна кара за підтримання або укриття полоненого, що втік. Цим же указом оголошувалася винагорода тим, хто затримає військовополоненого і передасть окупаційній владі.
Загалом підпільними організаціями області з німецького полону було звільнено понад п'ять тисяч радянських військовополонених. Багато хто з них переправився за лінію фронту, в ліси — для поповнення партизанських загонів, або ж залишився на місцях і брав активну участь у підпільній роботі.

## Евакуація в «Дулаг-162»
Восени 1943 року в'язнів табору, закутих у кайдани, під посиленим конвоєм поліції СД змусили розрити всі масові поховання військовополонених як на території табору, так і за його стіною (місце розстрілу гестапо, де стратили мирних жителів та євреїв). Усі трупи було витягнуто, складено в купи і спалено. Ці роботи тривали близько місяця. Після їх закінчення в'язнів, що брали участь в ексгумації теж розстріляли.
Намагаючись приховати сліди злочинів, нацисти завезли на Темвод бочки з пальним та вибухівку. Вони мали намір вщент спалити концтабір з його нетранспортабельними в'язнями та знищити останки десятків тисяч військовополонених у траншеях на території табору. Для цих робіт використовувалися мирні жителі, призначені для відправлення в німецьке рабство.
Перед звільненням Миколаєва в'язні «Шталага-364», які могли самостійно пересуватися, пішим етапом були відправлені до Одеси, а потім до міста Рені Ізмаїльської області, в «Дулаг-162», і далі на захід. У «Дулазі-162» містилися невеликі групи в'язнів. Для робіт залишали 300—400 чоловік, решту відправляли до Німеччини.
У самому «Шталазі-364» напередодні визволення Миколаєва залишалося лише кілька десятків нетранспортабельних військовополонених, яких німці не встигли знищити перед відступом.

## Після війни

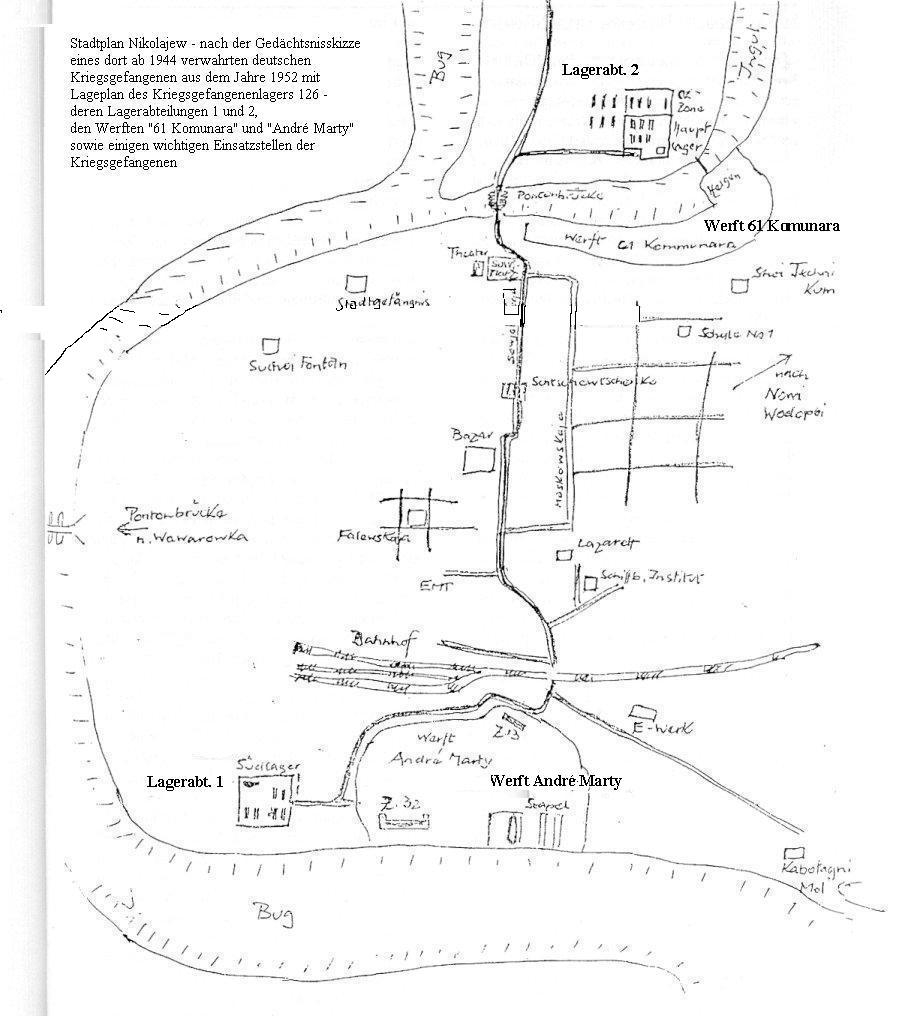
Схема розташування таборних відділень 1 та 2, дворів і деяких важливих місць, де перебували німецькі військовополонені

Після звільнення міста навесні 1944 року табір пустував недовго. Вже влітку того ж року сюди перевели Шадринський табір НКВС для військовополонених № 126, де утримувались вже німецькі військовополонені. На території області німецьких полонених було приблизно 9 тисяч. З них переважна більшість згодом повернулася до Німеччини.
У вересні 1944 року у 14 ешелонах до Миколаєва прибула перша партія військовополонених нацистів у кількості близько 8600 чоловік, яких на кінець 1945 року налічувалось уже до 20 тисяч осіб. Частину цих людей складало вивезене з Румунії, Югославії, Угорщини, Чехословаччини населення. Після вступу радянських військ на територію Німеччини були також мобілізовані «здатні до фізичної праці і носіння зброї німці-чоловіки віком від 17 до 50 років».
Робота із полоненими велася рішучо. Спочатку була проведена «чистка», за результатами якої наприкінці 1945 і початку 1946 років у Брянську, Смоленську, Ленінграді, Великих Луках, Мінську, Ризі, Києві та Миколаєві провели відкриті судові процеси над військовими злочинцями. Військовими трибуналами засуджено до смертної кари через повішення 84 військових злочинця, з них — 18 генералів.
Решта миколаївських полонених склала основу виробничої та оздоровчої груп. З метою уникнення скупчення та ефективного управління бранців їх поділили на відділення, взводи, роти, а батальйони — за національним принципом. Зокрема, діяло 9 німецьких батальйонів, 6 — угорських, 2 — румунських, до яких долучили австрійців, голландців, бельгійців, чехів, румунів, поляків, росіян, українців, словенців, болгарів, французів, греків, литовців, югославів, ромів, євреїв, латишів, сербів, шведів, хорватів, італійців, русинів, фінів, швейцарців, люксембуржців.
Усі полонені входили до числа так званої «центральної зони», які мали певні привілеї: як у харчах, так і в утриманні. В середньому, на  одного бранця виходило близько 3200, хоча на ув'язненого в радянському ГУЛАГу — 1500 калорій на добу. З початком голоду 1946—1947 років, коли мирне населення помирало від нестачі харчів, на годування полонених розраховували трохи менше: 2 368 калорій на добу. Також вони мали 8-годинний робочий день. Частина осіб із другої групи працювала на легких роботах, а взимку у приміщеннях без опалення — не більше 4—6 годин. Для зручності етапування піших переходів понад 3 кілометри не було. За необхідності військовополонених перевозили автотранспортом.
Військовополонені гітлерівці перебували у Миколаєві до 1947 року. Своє існування як табір для військовополонених «Шталаг» припинив у 1949 році.

## Жертви

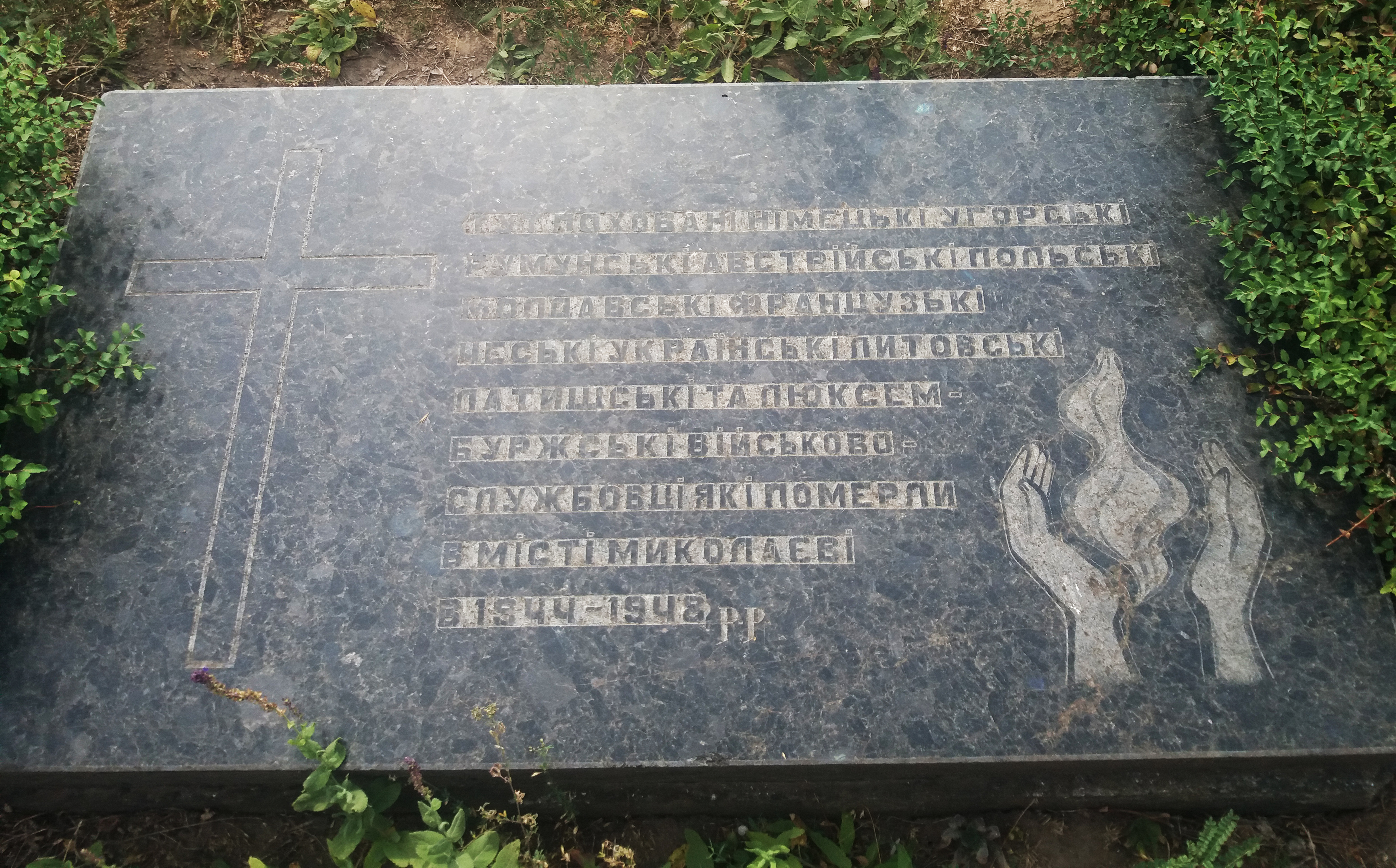
Дошка біля братської могили загиблих військовополонених окупаційних військ

Величезна кількість радянських військовополонених загинула внаслідок різних інфекційних захворювань, які, як було встановлено Надзвичайною державною комісією з розслідування військових злочинів нацистів у 1944 році, навмисно поширювалися табірною адміністрацією.
Тисячі в'язнів табору загинули від дизентерії, тифу, дистрофії та інших захворювань, 25-й тифозний корпус завжди був переповнений.
Матеріалами Надзвичайної Державної комісії зі встановлення та розслідування злочинів нацистських загарбників та даними слідства було встановлено, що за період окупації було розстріляно 74600 мирних громадян, викрадено в рабство понад 25000 осіб. За часи окупації у таборі було знищено близько 30680 військовополонених.
За орієнтовними даними, під час використання табору СРСР, полонених загинуло до 2 тисяч осіб. Невідома частина з них похована на старому міському цвинтарі, братська могила розташовується в окремому секторі, поруч з військовою частиною кладовища.

## Сьогодення
Сьогодні на території мікрорайону розташовуються декілька діючих робочих приміщень і підприємств. Окрім них можна побачити залишки колишнього будинку культури імені Бондаренко, футбольне поле і декілька збережених часом бараків.
Збереглися залишки стіни і головні ворота в концентраційний табір, що зараз слугують як пам'ятник жертвам концентраційного табору «Шталаг-364».
Недалеко від будинку культури встановлено невеличку могилу-пам'ятник з написом: «Тут в 1941—1944 роках загинуло 28000 радянських громадян від рук гітлерівських загарбників».
У 1980-х роках частина території, на якій знаходився концтабір, була передана Миколаївському суднобудівному заводу. Під час проведення тут будівельних робіт було знайдено траншею з концтабору «Шталаг-364», які окупанти не встигли знищити під час свого відступу у 1944 року. Ці останки у 1988 році були перепоховані на проспекті Героїв Сталінграду (сучасний проспект Героїв України), де рішенням виконавчого комітету Миколаївської міської ради народних депутатів від 30.09.88 № 330 міськкомунгоспу була спеціально відведена земельна ділянка під будівництво скверу — місця перепоховання жертв нацизму. Перепоховання здійснювалося Миколаївським комбінатом комунальних підприємств. Над братською могилою знаходиться пам'ятний знак з написом: «У братській могилі покояться останки понад 30 тисяч радянських військовополонених і мирних громадян, закатованих гітлерівцями в концентраційному таборі селища Темвод».
Розпорядженням облдержадміністрації від 08.09.99 № 556-р зазначена братська могила військовополонених та мирних жителів, страчених німецько-нацистськими окупантами у концтаборі «Шталаг-364», включена до Державного переліку пам'яток історії місцевого значення.